# Ines Høysæter Asserson
Ines Høysæter Asserson (Oslo, 30 juni 2001) is een Noors actrice.

## Biografie
Asserson studeerde in 2020 af met het vak drama aan de Hartvig Nissenschool in Oslo. Vervolgens studeerde ze Bachelor of Fine Arts in drama af aan de Tisch School of the Arts van de New York-universiteit in 2023.
Reeds in 2013 had Asserson haar acteerdebuut gemaakt in de televisieserie Jenter van de Noorse televisiezender NRK Super. In 2013 première het eerste seizoen van deze serie. Op basis hiervan werd ze geselecteerd voor de rol van Thea in de televisieserie Skam van NRK. In oktober 2017 speelde ze de rol van The Child in The New Man van Victoria Phil Lind, een theaterproductie in het lege zwembad van Frogernbadet. Een jaar later had Asseron een rol in de televisieserie Heirs of the Night. Het eerste seizoen van deze serie ging in première in Noorwegen op NRK en werd een jaar later gelanceerd in Nederland, Duitsland en Indonesië.
In 2019 werd Asserson genomineerd voor een Amandaprisen in de categorie beste vrouwelijke actrice voor haar hoofdrol van Vilde in de film Harajuku die op 23 november 2018 in première was gegaan.  Asserson had in 2020 een rol in de productie Til ungdommen van Oslo Nye Centralteatret , geregisseerd door Mattis Herman Nyquist en gebaseerd op het gelijknamige boek van Linn Skåber. Ze werd voor deze productie genomineerd voor een Heddaprisen in de categorie beste co-ster.
Asserson verscheen in verschillende korte films in Noorwegen en de Verenigde Staten, waaronder in de hoofdrol van Eivind Landsviks in Sofia, summer dat een Critics Choice Award won op het Kortefilmfestival in 2021. Op hetzelfde festival won de videoclip Hey girl van Boy Pablo, met daarin Asserson, een Gouden Stoel voor beste videoclip. In 2022 speelde Asserson de hoofdrol van Lena in de Netflix film Royalteen, geregisseerd door Per-Olav Sørensen en Emilie Beck. Zowel in Noorwegen als het buitenland kreeg de film positieve aandacht.
In 2023 en 2024 speelde Asserson in een Noorse film over het leven van Gunnar Sønsteby evenals de televisieserie Kings & Queen op de BBC. Ook had ze rollen in het negende seizoen van de televisieserie
Shetland op BBC en de Apple+ en Paramount televisieserie For All Mankind.

## Filmografie

### Films
| Jaar | Titel                         | Rol             |
| ---- | ----------------------------- | --------------- |
| 2018 | Again                         | John's vriendin |
| 2018 | Harajuku                      | Vilde           |
| 2022 | Royalteen                     | Lena            |
| 2023 | Royalteen: Princess Margrethe | Lena            |
| 2024 | Softshell                     | Datemeisje      |
| 2024 | nr. 24                        | Reidun Andersen |

### Televisie
| Jaar      | Titel              | Rol              | Extra   |
| --------- | ------------------ | ---------------- | ------- |
| 2013–2014 | Jenter             | Thea             | 2 afl.  |
| 2015      | Skam               | Thea             | 2 afl.  |
| 2015      | Minn venn marlon   | Ungdom i parken  | 2 afl.  |
| 2013–2014 | Heirs of the night | Inger af dracas  | 26 afl. |
| 2024      | Shetland           | Astrid Jakobsson | 4 afl.  |